# Антоново (Барановичский район)
Антоно́во (бел. Антанова) — деревня в Барановичском районе Брестской области Беларуси. Входит в состав Столовичского сельсовета. Население по переписи 2019 года — 65 человек.

## География
Расположена к северо-западу от Барановичей.

## История
По описям документов Виленского центрального архива, первое упоминание деревни относится к 1580 году. В 1897 году — в Новогрудском уезде Минской губернии. После Рижского мирного договора 1921 года — в составе гмины Новая Мышь Новогрудского повета Новогрудского воеводства Польши. С 1939 года — в составе БССР.
С 15 января 1940 года в Новомышском районе Барановичской, с 8 января 1954 года — Брестской областей, с 8 апреля 1957 года — в Барановичском районе. В период Великой Отечественной войны с июня 1941 года до 8 июля 1944 года оккупирована немецко-фашистскими войсками. На фронтах войны погибло 10 односельчан.
В 2012 году часть территории деревни Антоново включена в состав города Барановичи. 

## Население
| Численность населения (по переписи) | Численность населения (по переписи) | Численность населения (по переписи) | Численность населения (по переписи) | Численность населения (по переписи) | Численность населения (по переписи) | Численность населения (по переписи) |
| 1897                                | 1909                                | 1921                                | 1959                                | 1999                                | 2009                                | 2019                                |
| ----------------------------------- | ----------------------------------- | ----------------------------------- | ----------------------------------- | ----------------------------------- | ----------------------------------- | ----------------------------------- |
| 243                                 | ↗370                                | ↘311                                | ↘254                                | ↗324                                | ↘276                                | ↘65                                 |

## Известные уроженцы
- Арсений Николаевич Ваницкий[бел.] (1933—2001) — белорусский государственный и общественный деятель.